# Associação de Futebol da Zâmbia
A Associação de Futebol da Zâmbia (em inglês:  Football Association of Zambia, FAZ) é o órgão dirigente do futebol na Zâmbia, responsável pela organização dos campeonatos disputados no país, bem como da Seleção Zambiana masculina e da feminina. Foi fundada em 1929 e é afiliada à FIFA desde 1964, à CAF desde 1964 e à COSAFA desde o ano de 1997. Seu presidente atual é o ex-jogador à nível mundial, Andrew Kamanga.